# داستان وست ساید (فیلم ۲۰۲۱)
داستان وست ساید (انگلیسی: West Side Story) فیلمی آمریکایی در ژانر درام عاشقانه و موزیکال به کارگردانی استیون اسپیلبرگ است که در سال ۲۰۲۱ منتشر شد. این فیلم از فیلم‌نامه‌ای نوشتهٔ تونی کوشنر ساخته شده و دومین اقتباس بلند از موزیکال تئاتری ۱۹۵۷ به همین نام با کتابی از آرتور لاورنتز، موسیقی لئونارد برنستاین، شعر استیون سوندهایم و طراحی رقص جروم رابینز است. انسل الگورت و ریچل زگلر ستارگان فیلم هستند و آریانا دبوز، دیوید آلوارز، مایک فیست و ریتا مورنو در نقش‌های مکمل حضور دارند. ریتا مورنو که در فیلم اقتباسی سال ۱۹۶۱ حضور داشت، در کنار کوشنر تهیه‌کننده اجرایی فیلم نیز هست.
توسعهٔ فیلم در سال ۲۰۱۴ توسط کمپانی استودیو قرن بیستم آغاز شد و کوشنر در سال ۲۰۱۷ نوشتن فیلم‌نامه را آغاز کرد. در ژانویه ۲۰۱۸، اسپیلبرگ برای کارگردانی استخدام شد و مراحل انتخاب بازیگران در سپتامبر ۲۰۱۸ آغاز شد. طراحی سکانس‌های رقص فیلم بر عهدهٔ جاستین پک بود. فیلم‌برداری در ژوئیه ۲۰۱۹ آغاز شد و دو ماه بعد به پایان رسید. مکان‌های فیلم‌برداری سکانس‌ها در نیویورک و نیوجرسی بود.
اولین نمایش جهانی داستان وست ساید در ۲۹ نوامبر ۲۰۲۱ واقع در جاز ات لینکلن سنتر در شهر نیویورک بود و در ۱۰ دسامبر ۲۰۲۱ توسط استودیو قرن بیستم در ایالات متحده به‌صورت سینمایی اکران شد. انتشار فیلم به‌دلیل همه‌گیری کووید-۱۹ یک سال به تأخیر افتاده بود. نقدهای این فیلم مثبت بود و در زمینهٔ کارگردانی اسپیلبرگ، اجراهای بازیگران و فیلم‌برداری با ستایش منتقدان همراه بود. داستان وست ساید از سوی هیئت ملی بازبینی فیلم و انستیتوی فیلم آمریکا به‌عنوان یکی از ده فیلم برتر سال نام گرفت. این فیلم در مراسم گلدن گلوب برندهٔ جایزهٔ بهترین فیلم موزیکال یا کمدی، بهترین بازیگر زن برای زگلر و بهترین بازیگر نقش مکمل زن برای دبوز شد. این فیلم در جوایز اسکار نیز در هفت رشته شامل بهترین فیلم نامزد بود که توانست جایزهٔ بهترین بازیگر نقش مکمل زن برای دبوز را دریافت کند.

## طرح داستان
وفتی تونیِ جوان، ماریا را در یک رقص دبیرستانی در سال ۱۹۵۷ در شهر نیویورک می‌بیند، در یک نگاه عاشق او می‌شود. رابطهٔ عاشقانه بین این زوج رشد می‌کند و به تدریج باعث درگیری بین باندهای لهستانی و پورتوریکویی مشهور به جت‌ها (Jets) و کوسه‌ها (Sharks) می‌شود - دو باند رقیب که برای کنترل خیابان‌ها با هم رقابت می‌کنند.

## بازیگران
- انسل الگورت در نقش تونی
- ریچل زگلر در نقش ماریا
- آریانا دبوز در نقش آنیتا
- دیوید آلوارز در نقش برنادو
- مایک فیست در نقش ریف
- ریتا مورنو در نقش ولنتینا
- برایان دارسی جیمز در نقش افسر کروپکه
- کوری استول در نقش ستوان شرانک
- جاش آندرس ریورا در نقش چینو
- ایریس مناس در نقش اِنی‌بادیز
- آنا ایزابل در نقش روزالیا
- آندره‌آ بورنز در نقش فاوستا
- جمیلا ولاسکز در نقش میچه
- یاسمین ایلرز در نقش لوویا
- جیمی هریس در نقش روری
- کورتیس کوک در نقش ایب
- پالوما گارسیا لی در نقش گرازیلا
- پاتریک هیگینز در نقش بیبی جان
- بن کوک در نقش موث‌پیس
- کایل آلن در نقش بالکان
- مایلز ارلیک در نقش اسنوبوی
- تالیا رایدر در نقش تسی
- مدی زیگلر در نقش ولما
- کوین سولاک در نقش دیزل

## بازخورد
در وبگاه جمع‌آوری نقد راتن تومیتوز، ٪۹۱ از ۳۸۳ بررسی منتقدان مثبت است و میانگینِ امتیاز آن ۸٫۲/۱۰ است. اجماع این وبگاه چنین می‌نویسد: «نسخهٔ استیون اسپیلبرگ از داستان وست ساید نگاه جدیدی به موزیکال کلاسیک ارائه می‌کند که مطابق با فیلم قبلی محبوبش است - و از برخی جهات حتی ممکن است از آن پیشی بگیرد.» این فیلم در متاکریتیک که از میانگین وزنی استفاده می‌کند، بر اساس نظر ۶۲ منتقدین امتیاز ۸۵ از ۱۰۰ را کسب کرده که نشان‌گر «تحسین همگانی» است. تماشاگران شرکت‌کننده در نظرسنجی سینماسکور به فیلم نمره متوسط «A» را در مقیاس A+ تا F دادند، در حالی که مخاطبان پست‌ترک به فیلم نمره کلی مثبت ۸۸٪ دادند و ۷۰٪ گفتند که قطعاً آن را توصیه می‌کنند.